# Pseudostenophylax arwiel
Pseudostenophylax arwiel är en nattsländeart som beskrevs av Schmid 1991. Pseudostenophylax arwiel ingår i släktet Pseudostenophylax och familjen husmasknattsländor. Inga underarter finns listade i Catalogue of Life.